# 4023 Jarník
A 4023 Jarník (ideiglenes jelöléssel 1981 UN) a Naprendszer kisbolygóövében található aszteroida. Ladislav Brožek fedezte fel 1981. október 25-én.